# Smętowo Graniczne
Smętowo Graniczne [smɛnˈtɔvɔ ɡraˈnit͡ʂnɛ] (en alemán: Schmentau) es un pueblo ubicado en el Condado de Starogard, Voivodato de Pomerania, en Polonia del norte. Es el asentamiento del gmina (distrito administrativo) llamado Gmina Smętowo Graniczne. Se encuentra  aproximadamente a 27 kilómetros al sur de Starogard Gdański y a 70 kilómetros al sur de la capital regional Gdansk.
Para detalles de la historia de la región, véase Historia de Pomerania.
El pueblo tiene una población de 3000 habitantes.

## Residentes notables
- Kurt Feldt (1887–1970), General.